# Marie-Louise Charran
Marie-Louise Charran, née le 14 octobre 1883 à Kermaria-Sulard et morte le 20 février 1934 à Lannion, est une poétesse française.

## Biographie
Marie-Louise Charran naît en 1883 à Kermaria-Sulard, fille de Pierre Charran, laboureur, et Annette Argur, son épouse.
Elle collabore à la revue Kroaz ar Vretoned dès 1899.